# Luis Caputo
Luis Andrés Caputo (Buenos Aires, 21 de abril de 1965) conocido también como Toto Caputo, es un economista, que se desempeña como ministro de Economía de la Nación Argentina, desde el 10 de diciembre de 2023, en la presidencia de Javier Milei. Se desempeñó previamente en la presidencia de Mauricio Macri,  
como  secretario de Finanzas de la Nación  entre 2015 y 2017 y como ministro de Finanzas de la Nación entre 2017 y 2018 y presidente del Banco Central de la República Argentina entre 2018 y 2019.

## Biografía
Nació en 1965, en Buenos Aires, es primo de Nicolás Caputo, empresario de la construcción cercano a Macri y tío de Santiago Caputo, quien se desempeña como estratega de campaña de Milei.
Realizó sus estudios primarios y secundarios en el Colegio La Salle de CABA. Tras realizar estudios en la Universidad de Buenos Aires, obtuvo la licenciatura en Economía.
Fue profesor de economía y finanzas en el posgrado de la Universidad Católica Argentina.
Se desempeñó como jefe de trading para América Latina del JP Morgan Chase entre 1994 y 1998, y de Europa del Este y América Latina en el Deutsche Bank entre 1998 y 2003. Fue director de Edenor (Empresa Distribuidora y Comercializadora Norte Sociedad Anónima) y de una administradora de fondos comunes de inversión creada por él. Ha sido miembro del Organismo Multilateral de Garantía de Inversiones del Banco Mundial.

### Secretario de Finanzas
El 10 de diciembre de 2015, asumió como secretario de Finanzas en la Presidencia de Macri. Seis días después, participó en la conferencia en la que, junto al ministro de Hacienda Alfonso Prat-Gay, se anunció el fin del cepo cambiario impuesto por la gestión de 2011.
Tuvo un rol clave en la negociación con los holdouts, con los cuales se mantenía un juicio llevado adelante por los acreedores que no aceptaron los canjes de deuda en 2005 y 2010. En dicho juicio, el juez falló a su favor, ordenando que Argentina pagara todo lo reclamado. Caputo se encargó de reunirse y negociar con el mediador del juicio propuesto por el juez Thomas Griesa, Daniel Pollack. Argentina accedió a pagar 9352 millones de dólares estadounidenses, lo que fue presentado como una superación de la cesación de pagos nacional de catorce años y un default técnico.
Según el diario británico Financial Times, para pagar la deuda con los holdouts, Argentina emitió la mayor suma de deuda para cualquier nación en desarrollo desde 1996. Días después surgieron los llamados fondos de «tercera generación» que reiniciaron nuevos juicios contra Argentina. En 2016 el fiscal Federico Delgado pidió investigar el pago del Estado a los holdouts, a través de un escrito en donde demostraba posibles irregularidades legales y procedimentales en el endeudamientos y el pago, y declaró que el endeudamiento por 16 500 millones de dólares que encaró la administración para cancelar en efectivo 12 500 millones de dólares a los bonistas en default, fue «el broche de oro de una gigantesca estafa al Estado nacional». Un año después el periodista estadounidense Greg Palast, dijo en una entrevista que Paul Singer financió con 2.5 millones de dólares la campaña presidencial de Macri, para de este modo asegurarse una ganancia exponencial sobre su juicio contra Argentina. En dicha maniobra y en el arreglo que haría el gobierno de Macri con su fondo obtuvo ganancias de un 10 000  por ciento. Consultado acerca de su relación con Singer, Macri declaró que no lo conocía y que no le constaba su aporte de campaña.
Durante su primer año de gestión, el déficit fiscal consolidado del Estado, incluyendo al Banco Central, superó el 9 % del PBI, los intereses de la deuda del Tesoro se duplicaron en solo un año.
Desde que asumió Macri en diciembre de 2015, la Argentina tomó deuda por 142 948 millones de dólares, de los cuales el Tesoro Nacional emitió 118 071 millones. Argentina se convirtió así en el mayor emisor internacional de deuda para el período 2016-2018. Además, en el mismo período se fugaron 88 084 millones de dólares. Desde diciembre de 2015 colocó deuda por valores que duplicaban al segundo país emergente que más se endeudó.

### Ministro de Finanzas
El 26 de diciembre de 2016, se anunció la renuncia de Alfonso Prat-Gay y la división del Ministerio de Hacienda y Finanzas Públicas en dos, siendo Caputo nombrado para ser el ministro de Finanzas desde enero de 2017.
Durante su gestión en el ministerio, emitió una serie de títulos públicos para obtener financiamiento. Entre estos se pueden nombrar los bonos Globales 2021, 2026, 2046, y el Global 100 o «Bono Centenario», lanzado en 2017, que consistió en un bono con plazo a cien años por un monto de 2750 millones de dólares estadounidenses con un cupón de interés de 7.13 % y un rendimiento de 7.9 %. El bono se emitió para obtener financiamiento a muy largo plazo y contó con una de las tasas nominales más baja de la historia nacional. Con esta operatoria, Argentina se convirtió en una de los pocos países que emitieron ese tipo de deuda a largo plazo, junto con México, Bélgica, Irlanda, China, Dinamarca o Suecia. En mayo de 2018, emitió los Botes 2023 y 2026, bonos a tasa fija en pesos. El primero fue por 36 872 millones de dólares, a cinco años, con una tasa fija de 20 %, y el otro fue por 36 378 millones de dólares, a ocho años, a una tasa de 19 %. El 75 % de estos bonos fueron comprados por el fondo extranjero Franklin Templeton, que adquirió 2250 millones de dólares, y el otro gran fondo que aportó fue BlackRock, sumando entre los dos unos 3000 millones de dólares.
| Variable                | 2015 | 2016 | 2017 | 2018 |
| ----------------------- | ---- | ---- | ---- | ---- |
| Déficit fiscal          | 6.7  | 4.6  | 3.9  | 2.4  |
| Deuda pública (% PBI)   | 52   | 53   | 57   | 85   |
| Inflación               | 26.9 | 40.3 | 24.8 | 47.6 |
| Crecimiento del PBI (%) | 2.7  | -1.8 | 2.9  | -2.5 |

### Presidente del Banco Central
El 14 de junio de 2018, fue designado Presidente del Banco Central de la República Argentina debido a la renuncia de Federico Sturzenegger, envuelto en controversias por su ineficiencia en el combate contra la inflación, pérdida de credibilidad y en medio de un clima de turbulencias cambiarias por la apreciación del dólar, causadas tras la conferencia de prensa del 28 de diciembre de 2017, cuando el Poder ejecutivo intervino en la independencia del Banco Central. El nombramiento fue en «comisión» hasta su aprobación por el Senado. Durante su gestión, las reservas aumentaron a 49 535 millones de dólares estadounidenses, 10 500 millones más de lo que se disponía cuando asumió. Es preciso aclarar que, el 22 de junio, habían entrado a las arcas del BCRA 14.797 millones provenientes del primer tramo del préstamo acordado con el FMI. Redujo la excesiva cantidad de LEBAC, de cerca de 1.2 billones a 340 000 millones. 

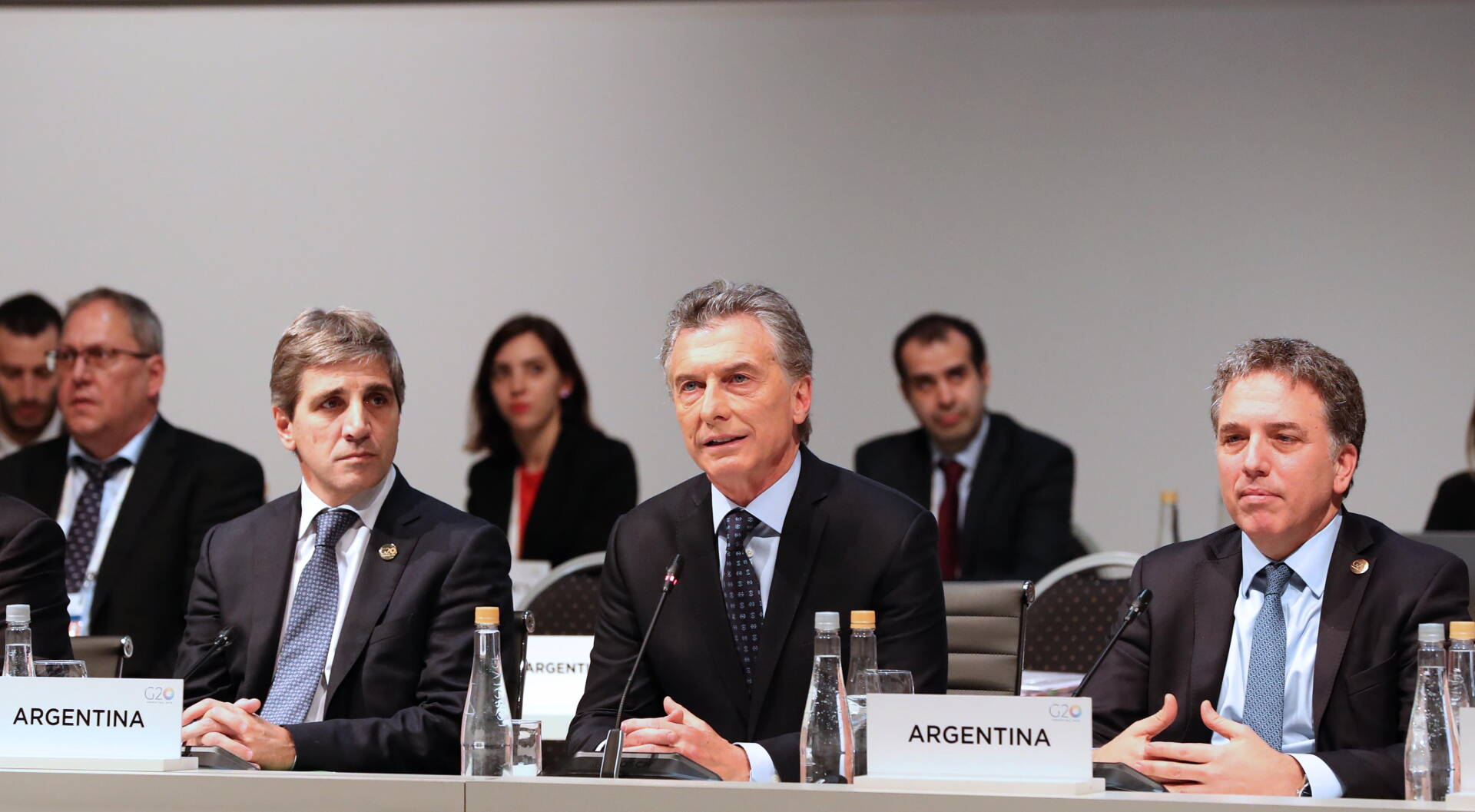
Caputo junto a Mauricio Macri y Nicolas Dujovne, en la cumbre de ministros y titulares de los Bancos Centrales del G20.

Pocos meses después de asumir, una crisis cambiaria provocó, a principios de agosto de 2018, una fuerte caída de los bonos y acciones argentinas, el aumento del riesgo país en 700 puntos, y la depreciación de la moneda, que llegó a cotizar los 29,85 pesos por cada dólar. La corrida provocó que las variables financieras, monetarias y bursátiles se derrumbasen. A esto se le sumó una mayor pérdida de reservas, caída de las acciones, y el derrumbe de los bonos. En una nueva crisis cambiaria los días 29 y 30 de agosto, la moneda se devaluó un 15 por ciento en un solo día, llegó a cotizar 40 pesos por cada dólar. La tasa de interés superó el 60 %, la más alta del mundo, criticado por la agencia de riesgo Moody's, lo que provocó incertidumbre financiera y temores a la insolvencia de pagos, desplomándose, en un día, más de 19 % de las acciones argentinas. El riesgo país se disparó en 780 puntos, el segundo más alto de la región y el sexto mundial; a la vez que se dispararon los seguros contra default. Con la suba del riesgo país de un 107 %, Argentina se ubicó entre los más países más riesgosos para inversores.
La crisis provocó cacerolazos de protesta en Argentina, con manifestaciones en barrios de Buenos Aires, como Palermo, Flores, Villa del Parque, Villa Crespo, Villa Lugano..., al igual que en el Gran Buenos Aires, como San Martín y Lomas de Zamora, o en La Plata, Rosario, Santa Fe, Mar del Plata y Salta. Se registraron saqueos en Mendoza, Chubut y Jujuy. El simultáneo desplome del peso arrastró a monedas internacionales.
Renunció al Banco Central de la República Argentina el 25 de septiembre de 2018 por un aparente pedido del Fondo Monetario Internacional. Fue reemplazado por el economista Guido Sandleris. En una lista de 173 países que mide el Banco Mundial, sobre el monto total del crédito bancario al sector privado, la Argentina aparecía en 2018 entre los siete con el menor nivel. Desde 2017 Argentina se encontraba entre los peores siete países en cantidad de préstamos bancarios, debido a la recesión e inflación, equivalente a 7.4 % del PBI, solo superando a Mauritania, Afganistán, Sierra Leona, Congo, Yemen y Gambia.
Tras dimitir en 2018, mantuvo un perfil bajo, trabajando en el sector privado.

### Ministro de Economía

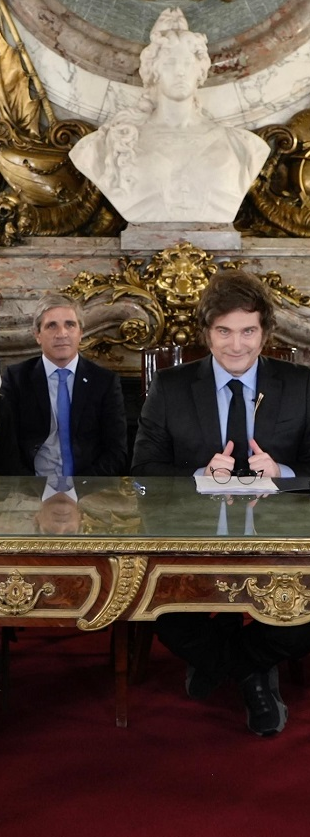
Caputo junto al presidente Milei en la cadena nacional del 11 de abril de 2025.

Luis Caputo regresó a la vida pública en 2023, acompañando al presidente electo Javier Milei en sus viajes a Nueva York y Washington. Tras su regreso, Milei lo confirmó como ministro de Economía de la Nación Argentina, cargo que asumió con el inicio de la administración el 10 de diciembre de ese año.
El 12 de diciembre, Caputo anunció las primeras medidas económicas que disponían un ajuste fiscal. Anunció la suspensión por un año de la publicidad oficial en medios del Gobierno Nacional, que en 2023 había sido de 34.000 millones, la reducción al mínimo de las transferencias discrecionales del Estado a las provincias, que hasta octubre habían acumulado 387.000 millones, el fin de la licitación de la obra pública, la no renovación de contratos estatales de menos de un año, la reducción de los subsidios al transporte, estimado hasta octubre en 718.000 millones, y a la energía, estimado en 2.1 billones, la reducción de los ministerios de 18 a 9 y secretarías de 106 a 54, la duplicación de la Asignación Universal por Hijo y el aumento en un 50% de la Tarjeta Alimentar, el reemplazo del sistema de importación SIRA por un sistema estadístico y de información que no requiere de la aprobación previa de licencias, y la devaluación del peso en un 100%, acortando la brecha entre el dólar oficial y el paralelo del 147% al 30%. Esta reducción de gastos, resultó en un superávit financiero del Sector Público Nacional por seis meses consecutivos, resultado que no se obtenía desde 2008.
La caída de la inversión pública y la fuerte devaluación realizada en diciembre, contribuyeron a una contracción de la actividad económica del 5,1% interanual en el primer trimestre de 2024, según datos del INDEC, siendo los sectores más afectados los de la construcción y la industria manufacturera. Las medidas impulsadas de ajuste fiscal y monetario, junto con el freno al gasto y la caída del consumo derivaron en una recesión, sin embargo, esta fue acompañada de un proceso de desinflación por cinco meses consecutivos, que en mayo alcanzó un 4.2% mensual, el valor más bajo desde enero de 2022 y en noviembre descendió al 2,4%, el más bajo desde julio de 2020. En 2024 la inflación acumulada fue de 117,8%, muy por debajo del 160,9% registrado en noviembre de 2023, antes del cambio de gobierno. 
Durante su gestión en 2024, la actividad económica cerró el año con una contracción del 1,7%, mejor a lo previsto inicialmente por analistas privados, y con un repunte interanual del 6% en diciembre, impulsado principalmente por el sector agroexportador. Por su parte, en los mercados financieros, los bonos soberanos se revalorizaron un 56,7% en el año, mientras que el índice Merval subió un 172% en pesos (123% en dólares). En paralelo, el riesgo país bajó de más de 2400 puntos antes del balotaje, y de los 1920 puntos heredados el 10 de diciembre, a 635 puntos hacia finales de 2024.
Estructuró su gestión en distintas etapas. La primera se enfocó en alcanzar el equilibrio fiscal a través de un fuerte ajuste del gasto público. La segunda etapa fue anunciada el 28 de junio de 2024 en una conferencia conjunta con el presidente del Banco Central, Santiago Bausili, y estuvo centrada en el objetivo de «emisión cero». Para lograrlo, se planteó la necesidad de eliminar los pasivos remunerados del Banco Central que habían sido utilizados para absorber el exceso de pesos en la economía, generado principalmente por la financiación monetaria del déficit fiscal en años anteriores. Estos pasivos implicaban una carga creciente de intereses, que alimentaba el déficit cuasifiscal y generaba presión inflacionaria. La estrategia consistió en transferirlos progresivamente al Tesoro Nacional, desactivando ese circuito de emisión indirecta.
Durante 2024, se especuló con un posible nuevo acuerdo con el FMI, lo que generó incertidumbre a comienzos de 2025. En ese contexto, el Banco Central debió intervenir para contener la brecha cambiaria. Por esta razón, el 11 de abril de 2025, el ministro Caputo y el presidente del BCRA, Santiago Bausili, anunciaron el inicio de la tercera etapa del plan económico con la salida del cepo cambiario que regía desde 2011 con Cristina Kirchner y luego desde 2019 en el gobierno de Mauricio Macri. La medida entró en vigencia el 14 de abril de 2025, eliminando las restricciones para personas físicas y, en el caso de las personas jurídicas, permitiendo el acceso libre al mercado de cambios para utilidades generadas desde el 1º de enero de 2025 y bonos Bopreal para las generadas previo a esa fecha. Además, se implementó un régimen de flotación administrada del tipo de cambio, también llamado "flotación sucia", con bandas entre 1.000 y 1.400 pesos por dólar, ajustables mensualmente en un 1%.

## Causas penales

### Causas penales finalizadas

#### Causa dólar futuro
El proceso penal fue iniciado en febrero de 2016 en el que se investigó la eventual responsabilidad penal de funcionarios (entre ellos Caputo) por las ventas a término de dólares estadounidenses realizadas por el Banco Central (BCRA). La acusación fue por incrementar los pasivos del Banco Central mediante la devaluación y el posterior pago que se configuró una pérdida patrimonial por cerca de 70 000 millones de pesos. En 2018 fue sobreseído en esa causa, donde se declaró que no había existido conducta delictual.

#### Anses
El fiscal de Primera Instancia de la Seguridad Social Gabriel de Vedia informó que la denuncia que había efectuado contra Luis Caputo por presuntas irregularidades en el manejo del Fondo de Garantía de Sustentabilidad (FGS) de la ANSES había sido archivada. El fiscal Vedia declaró que había recibido presiones y amenazas debido a sus investigaciones. Esa denuncia era por un plan de inversiones del que se decía había un conflicto de intereses ya que la ANSES pagó comisiones por 540 000 dólares al fondo del ministro Luis Caputo para agosto de 2018 el Fondo de Garantía de Sustentabilidad habría registrado una pérdida de 29 000 millones de dólares en un año, una caída patrimonial del 55 %. En marzo de 2018, el fiscal federal Jorge Di Lello solicitó que Caputo, junto a otros funcionarios macristas, sean investigados por favorecer a Marcelo Mindlin, empresario cercano al presidente, en operaciones con los fondos de ANSES. Caputo le otorgó a Pampa Energía, la empresa de Mindlin, un préstamo de 15 millones de dólares en condiciones de riesgo perjudiciales para las arcas públicas. La causa se inició el 12 de julio de 2017 por una presentación de la Unidad Fiscal para la Investigación de Delitos relativos a la Seguridad Social (UFISES), a cargo del fiscal De Vedia, tras ello el gobierno intentó desarticular la UFISES. En su denuncia, De Vedia remarcó no sólo el perjuicio contra el Estado sino la estrecha relación Mindlin-Macri. Trazó una serie de relaciones en torno a esta operación ya que Pampa Energía es la accionista mayoritaria de Petrobras Argentina, caso en el que la Anses le vendió acciones de su propiedad a Mindlin. También planteó el  vínculo entre Mindlin y el grupo Tavistock, el holding del magnate inglés Joe Lewis, propietario de una estancia en Lago Escondido que el empresario suele prestarle a Mauricio Macri para veranear. Junto a Caputo fueron denunciados Pedro Lacoste (Secretario de Política Económica), Gustavo Marconato (Secretario de Hacienda), Emilio Basavilbaso (Director Ejecutivo de Anses) y Luis María Blaquier (ex director del Fondo de Garantía de Sustentabilidad de Anses).
En marzo de 2019, el juez Bonadío que investigaba, junto al fiscal Jorge Di Lello, una denuncia de los diputados Victoria Donda y Rodolfo Tailhade por presunta operaciones con objetivo de actos de corrupción, contra Caputo, junto a otros funcionarios macristas, por la venta a Pampa Energía de acciones de Petrobras Argentina (PESA) que estaban en poder del FGS por herencia de las ex AFJP que integraban el del Fondo de Garantía de Sustentabilidad de Anses, absolvió a Caputo y a todos los imputados porque entendió que «no se acredita que los funcionarios hubiesen mal vendido las acciones ni que dicha venta haya perjudicado las arcas del Estado». La investigación concluyó en que el precio que se pagó «fue el mejor de ese día».

### Causas penales en curso

#### Paradise Papers
En noviembre de 2017 apareció mencionado en los llamados Paradise Papers, una investigación impulsada por el Consorcio Internacional de Periodistas de Investigación, relacionándolo con dos financieras offshore. Caputo manejó un fondo de inversión llamado Alto Global Fund inscripto en las islas Caimán, uno de los paraísos fiscales más secretos del mundo. Fue administrador de una gerenciadora de fondos de inversión de Miami y Delaware, otra guarida fiscal. Respecto a la controversia por su titularidad de las cuentas offshore sin declarar tuvo una defensa unánime por parte de Cambiemos en el Congreso, y del presidente Macri. Caputo aclaró que nunca fue propietario ni accionista, sino asesor, administrador, fiduciario y/o mánager, por lo que no debía declararlas ni ante la AFIP ni ante la OA. Reiteró que desde que ingresó a la función pública, cesó de prestar cualquier servicio profesional a este tipo de sociedades.
En 2018, el periodista Marcelo Bonelli denunció que la titular de la Oficina Anticorrupción y exlegisladora del PRO Laura Alonso, prometió, al presidente Macri, cerrar la investigación contra Caputo, por haber ocultado en sus declaraciones juradas que tenía acciones en dos compañías offshore en las Islas Caimán y que era dueño de una gerenciadora de fondos de inversión en Miami. Bonelli sostuvo que «varios operadores» del gobierno insistían ante el Poder Judicial para que se cerrara la causa que llevaba el fiscal Carlos Rívolo por la participación accionaria en Noctua, la off shore dedicada a administrar fondos de inversión de alto riesgo en Caimán, que incluyeron bonos de la deuda argentina que Caputo negoció. También denunció que la maniobra fue preparada por «directivas del propio Presidente» para voltear la causa contra el funcionario.

#### FMIgate
El FMIgate es una investigación judicial iniciada en Argentina en marzo de 2021, sobre un presunto acto de corrupción cometido mediante el acuerdo que el entonces presidente Mauricio Macri realizó con el Fondo Monetario Internacional el 7 de junio de 2018, por el cual el organismo internacional prestó a ese país una suma de 50 000 millones de dólares (luego ampliado a 57 000 millones), el más grande en la historia de esa organización, de la cual entregó los 44 500 millones originales. El acuerdo ha sido señalado como un acto criminal, tanto por el modo en que fue tramitado sin cumplir los pasos legales, el uso que la administración de Macri dio al dinero, no contemplado en el acuerdo y prohibido por el Estatuto del FMI, y por la omisión de analizar las condiciones de sustentabilidad y repago. Fueron imputados el expresidente Mauricio Macri, el exministro de Hacienda Nicolás Dujovne y los expresidentes del Banco Central, Federico Sturzenegger, Luis Caputo y Guido Sandleris.Es indudable que no hay forma de que sean sobreseídos, por la gravedad y falta de atenuantes de esta maniobra.
Durante el gobierno de Macri, la deuda externa pasó de 63 580 millones de dólares en diciembre de 2015 (14 % del PBI) a 167 514 millones de dólares en junio de 2019 (40 % del PBI), un aumento del 163 % en términos nominales y del 185 % en relación con el PBI. Cerca de la mitad del incremento de la deuda externa (103 934 UDS) fue causado por el préstamo entregado por el FMI (44 500 USD).
La causa fue iniciada por la Oficina Anticorrupción y quedó radicada en el Juzgado Nacional en lo Criminal y Correccional Federal N.º 5, bajo el número 3561/2019 y carátula «Macri, Mauricio y otros s/ defraudación por administración fraudulenta y defraudación contra la administración pública». Las irregularidades del caso también son investigadas desde marzo de 2021, en forma independiente, por el Fondo Monetario Internacional.